# Тиран-плоскодзьоб рудохвостий
Тиран-плоскодзьоб рудохвостий (Ramphotrigon ruficauda) — вид горобцеподібних птахів родини тиранових (Tyrannidae). Мешкає в Амазонії та на Гвіанському нагір'ї.

## Опис
Довжина птаха становить 15-16 см, вага 17,5-20 г. Верхня частина тіла темно-оливкові, надхвістя і верхні покривні пера хвоста яскраво-руді. Крила чорнуваті, покривні пера крил мають широкі яскраво-руді краї і кінчики. Нижня частина тіла блідо-оливково-зелена. Горло сірувате, груди жовті, живіт блідо-жовтий, гузка руда. Очі темно-карі, дзьоб чорний, біля основи блідо-рожевий або кремовий, лапи сизі. Виду не притаманний статевий диморфізм.

## Поширення і екологія
Рудохвості тирани-плоскодзьоби мешкають в Колумбії, Еквадорі, Перу, Болівії, Бразилії, Венесуелі, Гаяні, Суринамі і Французькій Гвіані. Вони живуть в підліску вологих рівнинних і заболочених і гірських тропічних лісів. Живляться комахами.